# کوچیکای
کوچیکای (به ژاپنی: 宏池会 Kōchikai)، یک جناح پیشرو در حزب لیبرال دموکرات (ژاپن) (LDP) بود که توسط بوروکرات تبدیل شده به سیاستمداران، هایاتو ایکدا در سال ۱۹۵۷ تأسیس شد.